# Mesoperipatus tholloni
Mesoperipatus tholloni је животињска врста класе Onychophora која припада реду Onychophora и фамилији Peripatidae. 

## Угроженост
Подаци о распрострањености ове врсте су недовољни.

## Распрострањеност
Република Конго.

## Станиште
Врста Mesoperipatus tholloni има станиште на копну.